# Grönstamordet
Grönstamordet ägde rum den 10 augusti 1930 i Eskilstuna och är det enda som preskriberats som ouppklarat inom Eskilstuna polisdistrikt.
Den 52-årige Arvid Gunnar Andersson från Stenkvista återfanns skjuten i Grönstaskogen öster om Eskilstuna i augusti 1930; han var skjuten i nacken och skottet hade gått ut genom kinden. Dödsorsaken var dock att någon hade slagit honom i huvudet med en stenbumling på 18 kg. Icke desto mindre var liket flyttat.
Han var gift med 33-åriga Maria Johansson och hade en dotter. Paret flyttade sedan in hos svågern, Amandus Johansson. Det man känner till om Grönstamordet är att Amandus Johansson och Arvid Andersson gick in i skogen. Efter en stund återvände Amandus medan Arvid stannade kvar som lik. Amandus blev misstänkt, men man lyckades inte bevisa att han utfört dådet.
Ärendet preskriberades den 10 augusti 1955. Det är det enda mordet som Eskilstuna polisdistrikt missat på grund av preskription.